# Najla Mohamed-Lamin
Najla Mohamed-Lamin   (Smara, 1989) és una activista sahrauí que advoca pels drets de la dona i el canvi climàtic.
És nascuda i criada en camps de refugiats, després que la seva família s'exiliés del Sàhara per fugir de la violència. Es va llicenciar en Desenvolupament sostenible i Estudis de la dona i va tornar als campaments per ajudar a fer front a la inseguretat hídrica i alimentària, agreujada pel canvi climàtic.
El seu objectiu és educar en matèria de salut i medi ambient les dones i els nens dels campaments de refugiats sahrauís al sud-oest d'Algèria. Destaca la importància de les dones als campaments de refugiats ja que van ser les primeres en arribar-hi i no pas els homes, organitzant la seva estructura en wilayas, daires i barris, que són un exemple a seguir en altres assentaments similars, així com el fet que les dones decideixen moltes coses als campaments, tenint un paper diferent al d'altres societats àrabs. És fundadora del Centre Bibliotecari d'Almasar.
El 2023, va ser inclosa en la llista de les 100 dones més influents de l'any per la BBC.